# Інгібований буровий розчин
Розчин інгібований (рос. раствор ингибированный; англ. inhibited mud; нім. inhibierte Lösung f) — буровий розчин, хімічний склад рідкої фази якого дає змогу сповільнювати або запобігати процесам гідратації (набухання), або диспергування глинистих шарів та сланців.
Промивальні рідини, оброблені реагентами-інгібіторами називаються інгібованими. Інгібіруючі глинисті суспензії застосовують для розбурювання нестійких глин, сильно набухаючих у воді і легко дис-пергуючих глинистих сланців.
Інгібірування - це хімічна обробка, у результаті якої зменшується зволоження частинок породи і диспергування їх у водному фільтраті. Як інгібіруючі реагенти використовують KCl, NaCl, CaCl2, CaSO4, Na2SiO3, Ca(OH)2, MgCl2 та інші.
Серед інгібованих бурових розчинів використовуються калієві, які обро-бляють хлористим калієм, хлоркальцієві або висококальцієві, де інгібітором служить CaCl2. У калієвих розчинах вміст хлористого калію у фільтраті підтримується у межах 3 - 7 %. У кальцієвих розчинах вміст йонів кальцію підтримують у межах 1500 - 5000 мг/л.
Калієві розчини менше глиномісткі, можна підтримувати меншу густину розчину і меншу в‘язкість, вони краще очищаються, у них добре працюють більшість реагентів, які знижують водовіддачу.
У кальцієвих розчинах гірше розпускаються глини. На такі рідини не впливають розбурювані кальцієвмісні породи. 
Підвищувати густину промивальної рідини можна за рахунок збільшення вмісту глини. Кальцієві розчини обробляють реагентами-лігносульфонатами, на які мало впливають йони кальцію.
Подібними до кальцієвих розчинів є вапняні і гіпсові розчини. Обробка інгібіторами збільшує витрату реагентів, які знижують водовіддачу, але на початку обробки ці реагенти викликають коагуляцію розчину.
До інгібованих розчинів відносяться також силікатні з додаванням рідкого скла та алюмінатні розчини з обробкою алюмінатом натрію.
Інгібовані бурові розчини використовуються для розбурювання сланців, аргілітів схильних до осипання.